# Rue Jeanne-d'Arc (Lille)
Pour les articles homonymes, voir Rue Jeanne-d'Arc.
La rue Jeanne-d’Arc est une voie de Lille.

## Situation et accès
Cette rue est située dans le quartier Saint-Michel.

## Origine du nom
Elle honore Jeanne d'Arc (1412-1431) héroïne de l'histoire de France, chef de guerre et sainte de l'Église catholique.

## Historique
La décision de l'agrandissement de la surface urbanisée de Lille en 1858 permet l'expansion de la ville au-delà des remparts. Ouverte en 1865, la rue Jeanne-d'Arc a reçu ce nom le 2 octobre 1866. La rue Jeanne d'Arc fait partie du projet d'urbanisme de la municipalité de Lille initié en 1872, assurant le développement d'un quartier universitaire où les facultés lilloises se développent.
La faculté des sciences de Lille localisée depuis 1854 à l'angle de la rue des arts et du boulevard Carnot, nécessitait des locaux modernes. De nombreux bâtiments sont construits dans le quartier Saint-Michel, entre la rue Jeanne d'Arc, le boulevard Jean-Baptiste Lebas et la place Philippe Lebon pour accueillir les étudiants. Ces bâtiments universitaires sont pour la plupart inaugurés entre 1892 et 1894 sous le mandat du maire Géry Legrand, où l'Institut industriel du Nord et les facultés de l'université de Lille ont été bâtis à la fin du XIXe siècle.

## Bâtiments remarquables et lieux de mémoire

### Institut industriel du Nord de la France
Le premier grand bâtiment de la rue Jeanne-d'Arc est construit entre 1873 et 1875 selon les plans de l'architecte Charles Alexandre Marteau sur un terrain de 7 716 m2 entre la rue Jean Bart et la rue Malus. Le financement en est assuré par la municipalité de Lille et le département du Nord. Il est destiné à l'Institut industriel du Nord de la France (IDN) pour la formation des ingénieurs lillois,, en remplacement des locaux rue du Lombard, utilisés depuis 1854 et devenus exigus. La porte principale de l'Institut industriel du Nord est située au 17 rue Jeanne-d'Arc.
L’Institut industriel du Nord de la France, appelé couramment Institut industriel du Nord ou I.D.N., est l'entité de recherche et de formation des ingénieurs à l’École centrale de Lille de 1872 à 1991. L'institut assure la formation des ingénieurs lillois rue Jeanne d'Arc de 1875 à 1968, où le diplôme d'ingénieur IDN a été délivré à plus de 8000 étudiants. Tout comme la faculté des sciences de Lille, l'Institut industriel du Nord déménage sur le campus de la Cité scientifique en 1968 dans les locaux actuels de l'École centrale de Lille. Les locaux et laboratoires sont totalement libérés avant la rentrée universitaire d'octobre 1969. Les bâtiments rue Jeanne d'Arc sont alors réattribués au ministère de l'équipement et ont bénéficié de nombreuses transformations intérieures.

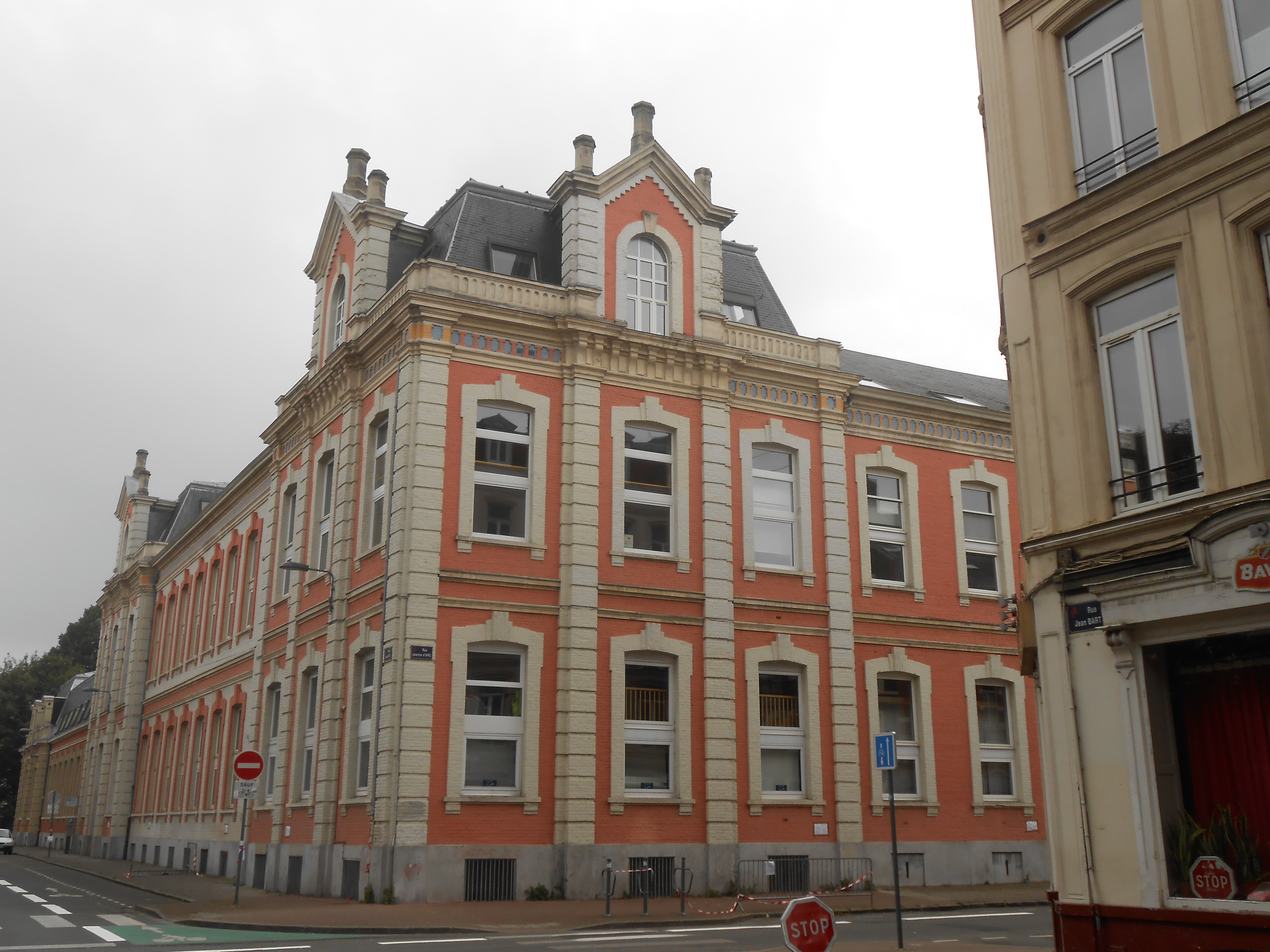
Intersection entre la rue Jeanne d'Arc et la rue Jean-Bart
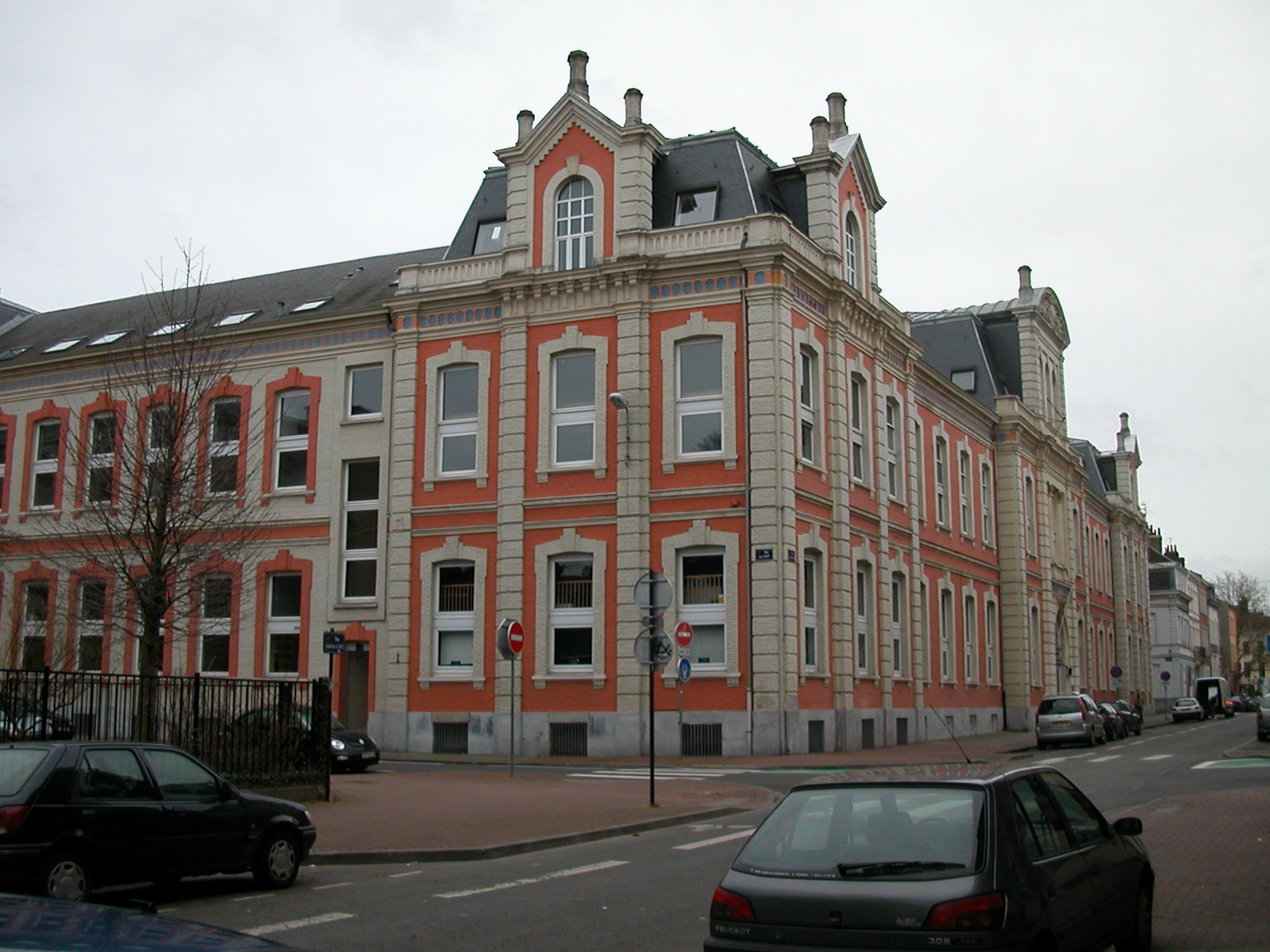
Institut industriel du Nord, vu des facultés de l'université de Lille
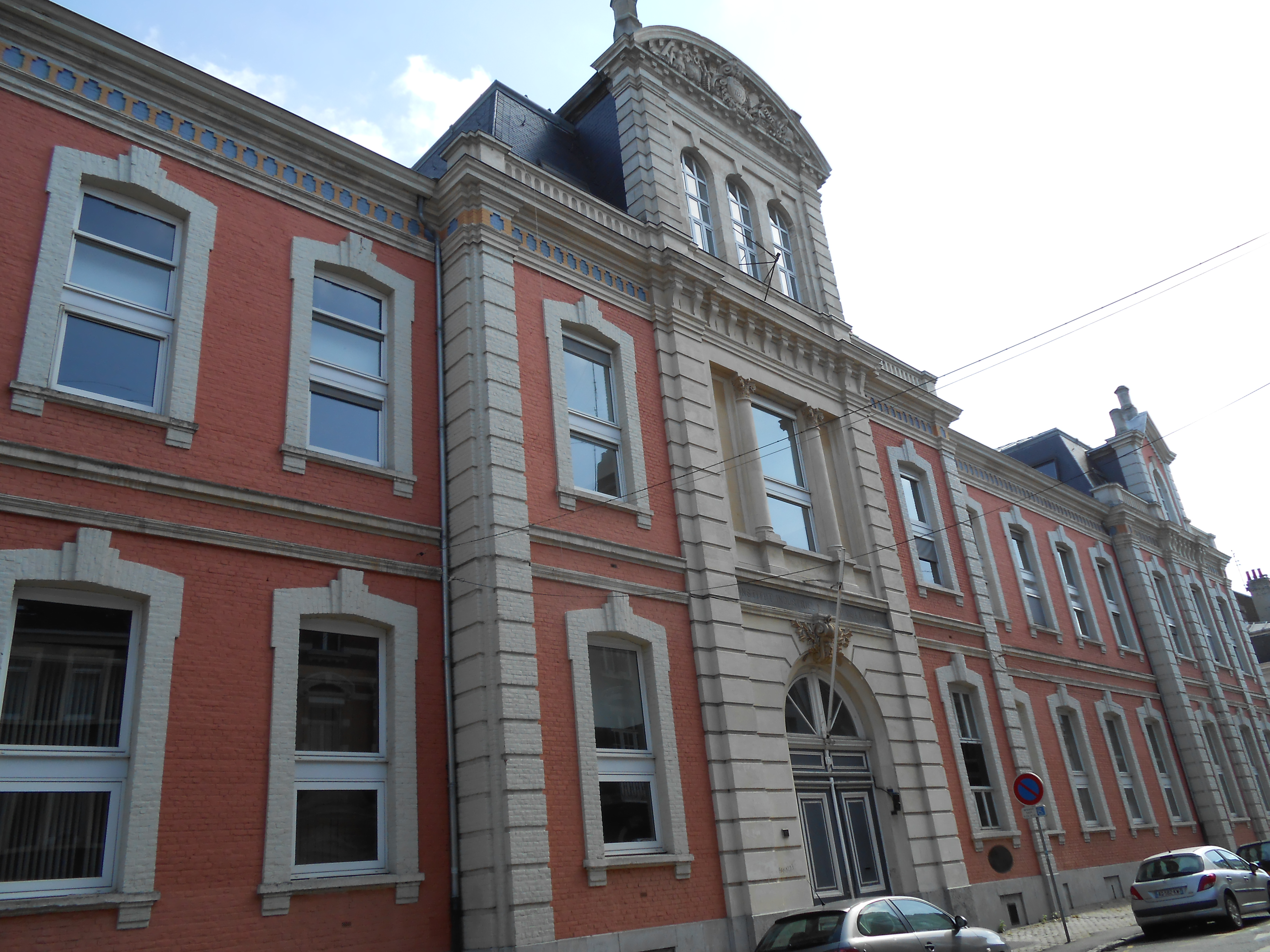
Institut industriel du Nord, vu du nord de la rue Jeanne d'Arc
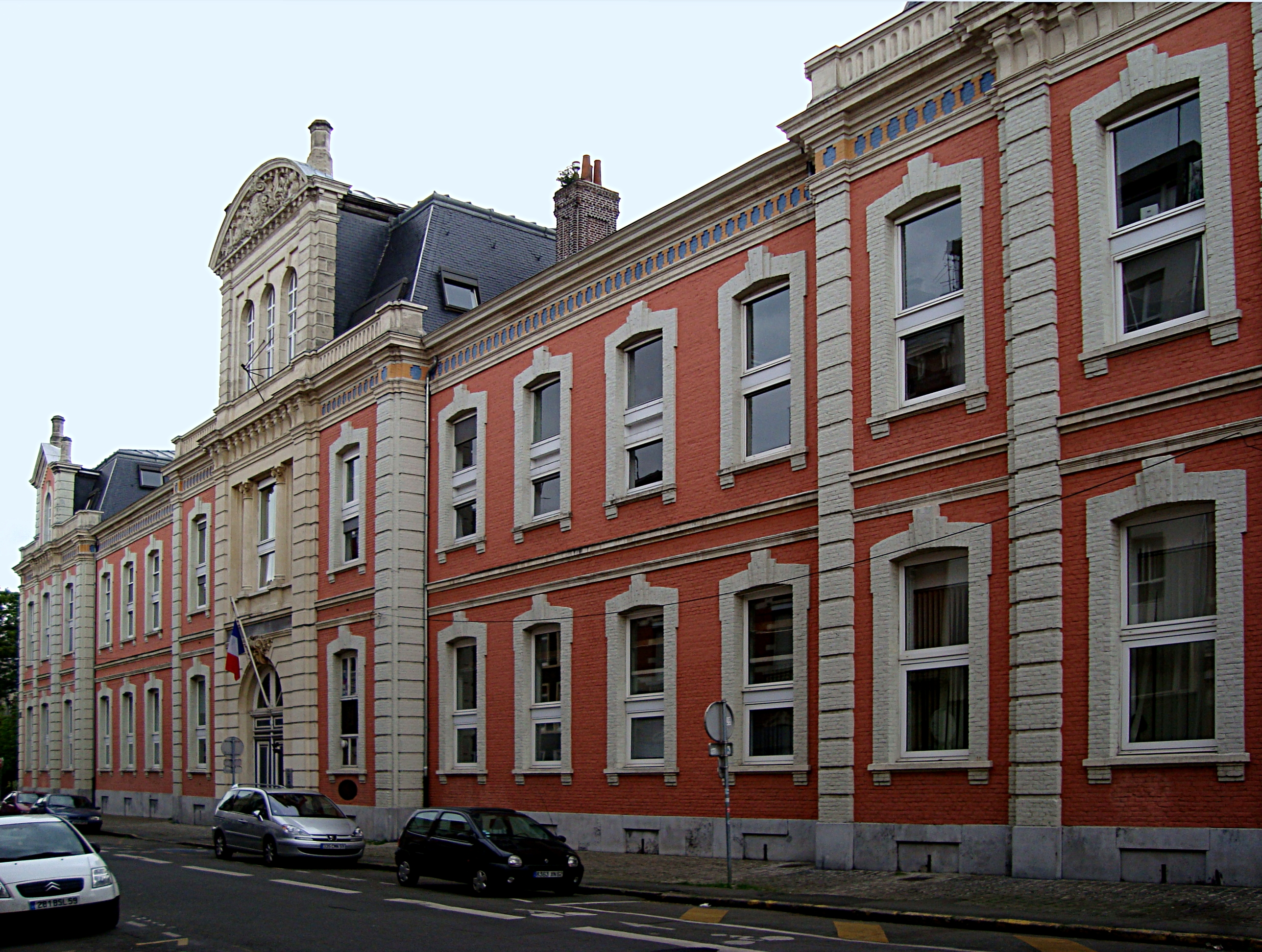
Institut industriel du Nord, vu du sud de la rue Jeanne d'Arc
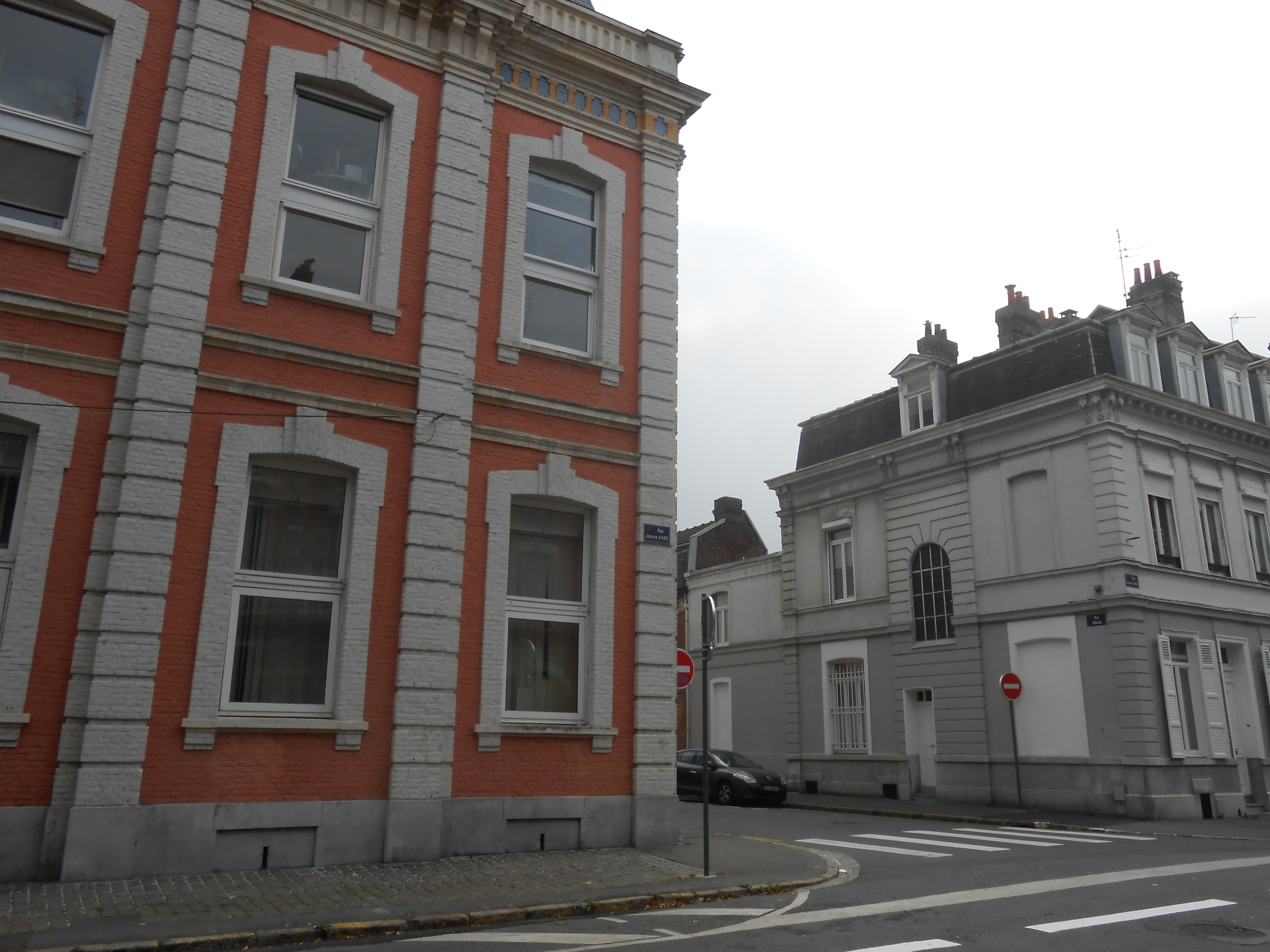
Intersection entre la rue Jeanne d'Arc et la rue Malus

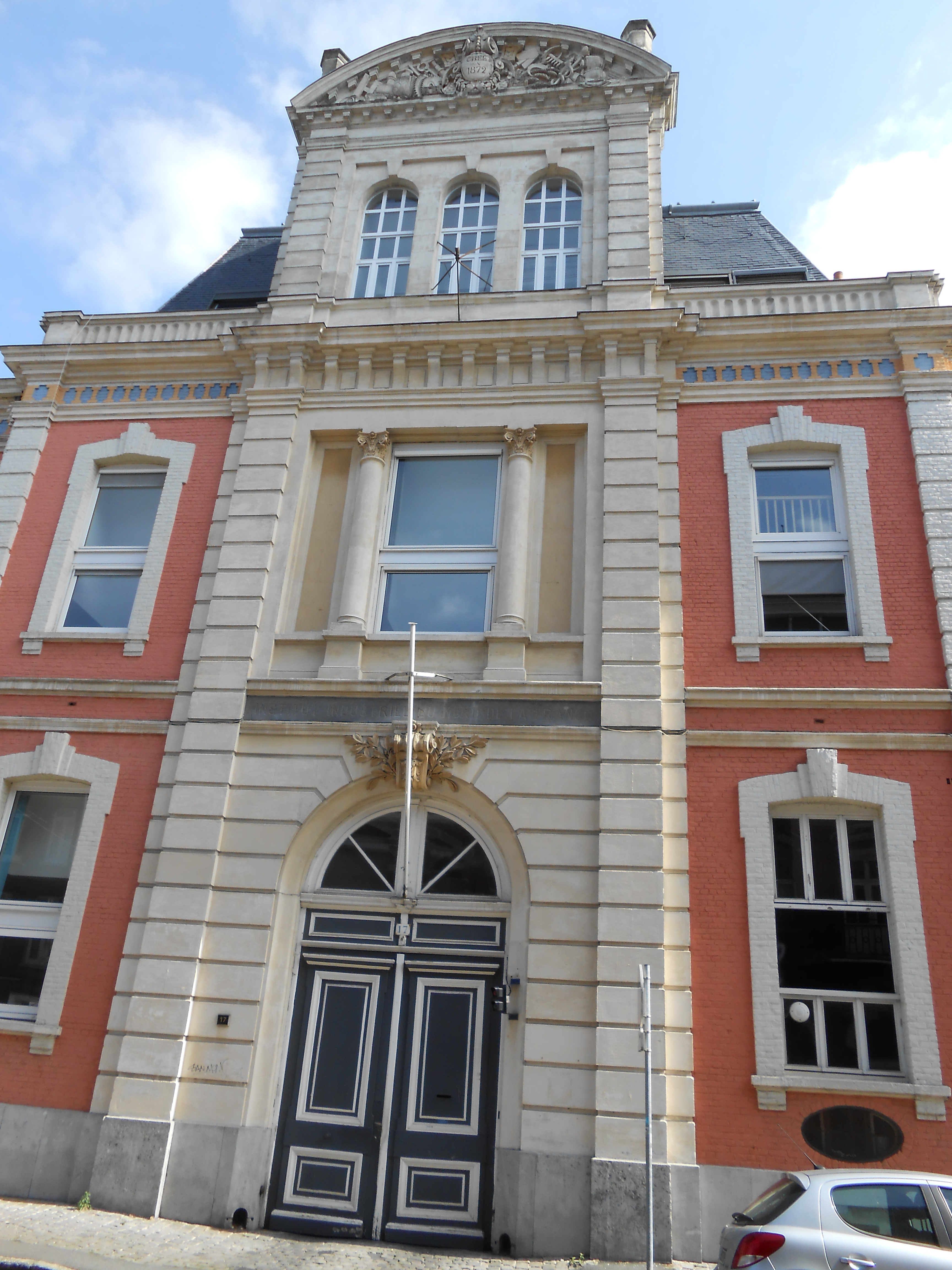
Porche de l'Institut industriel du Nord au 17, rue Jeanne d'Arc
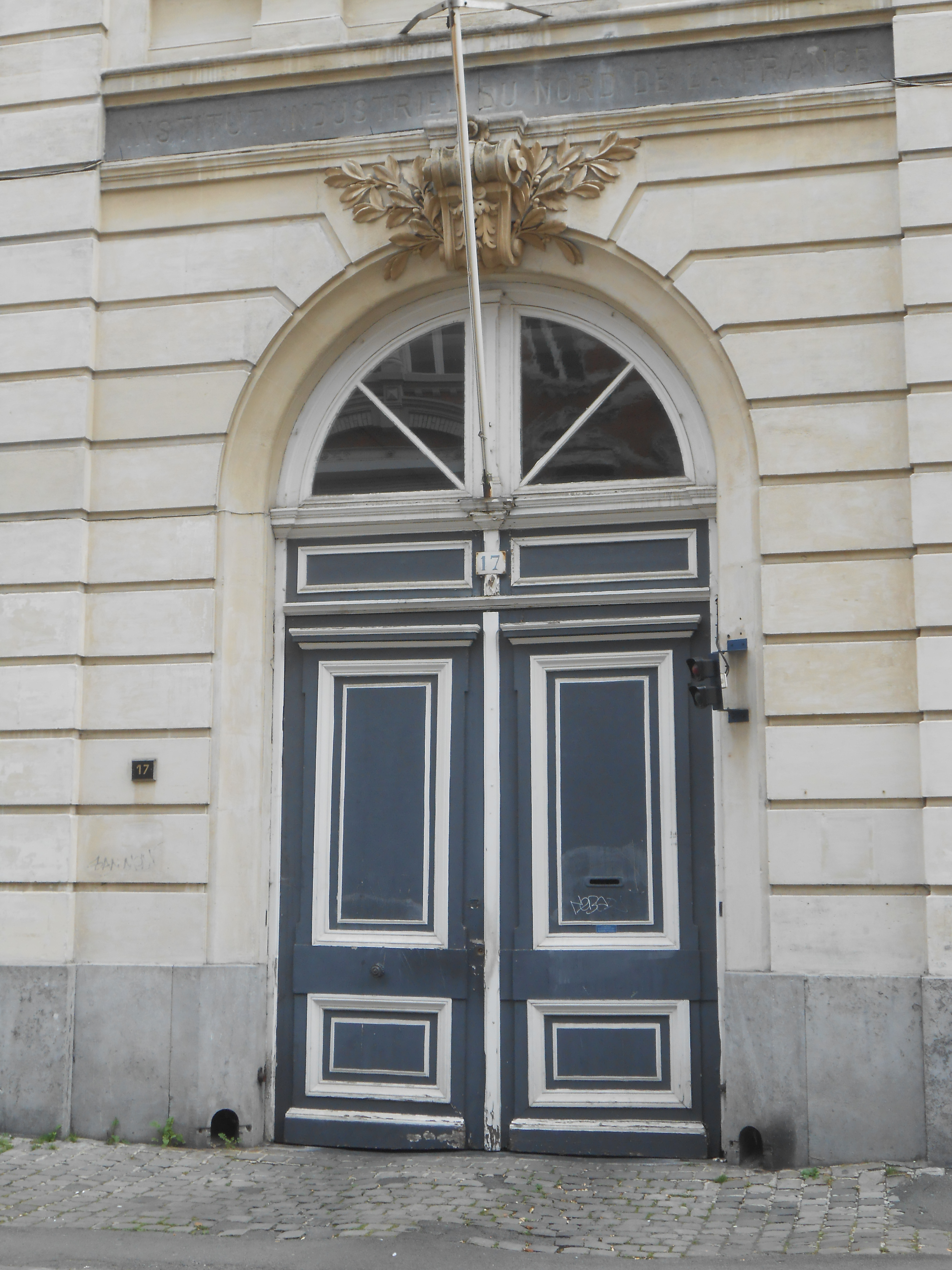
Détail du porche - porte cochère
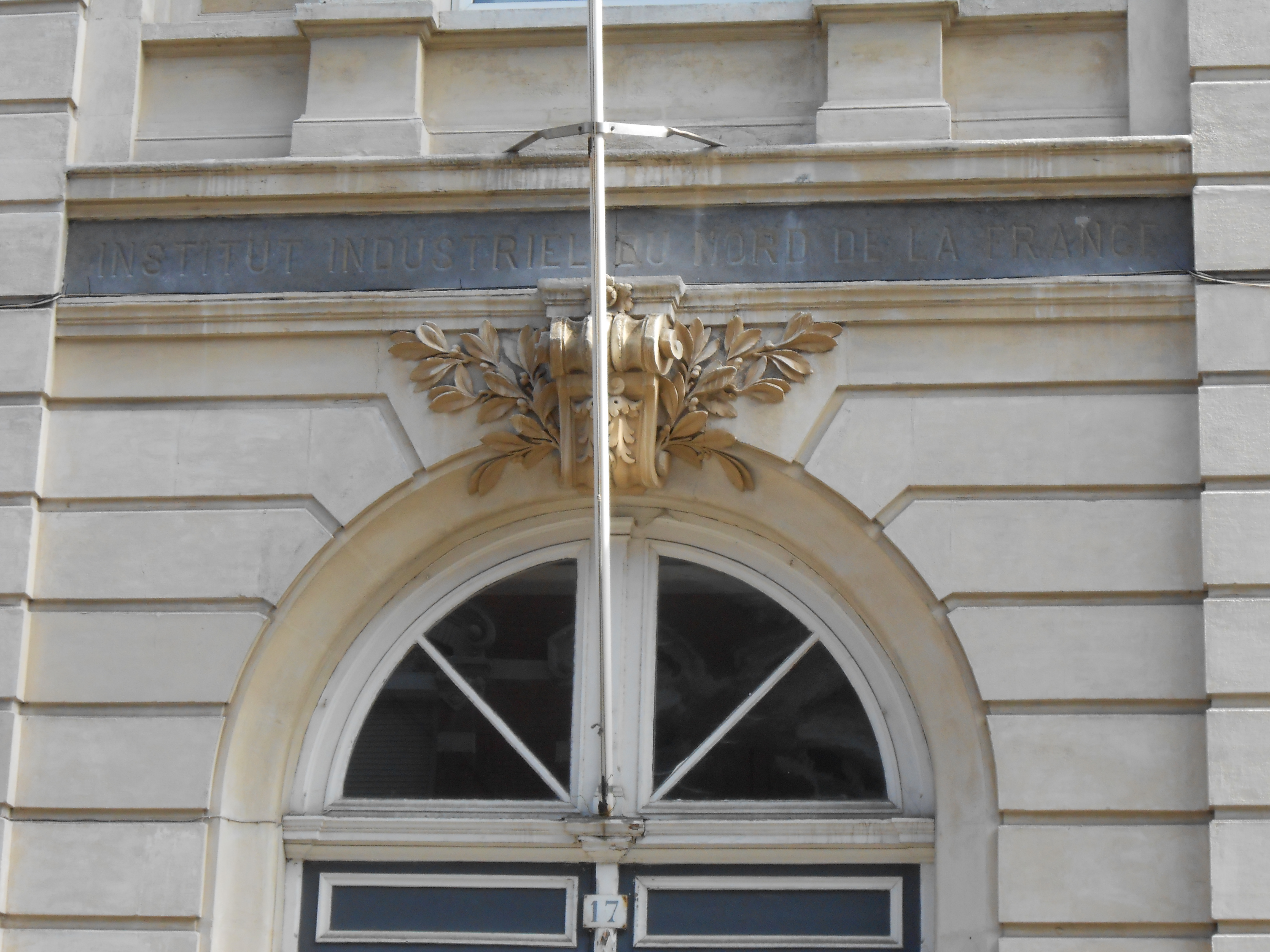
Détail du porche - Inscription 'Institut industriel du Nord de la France'
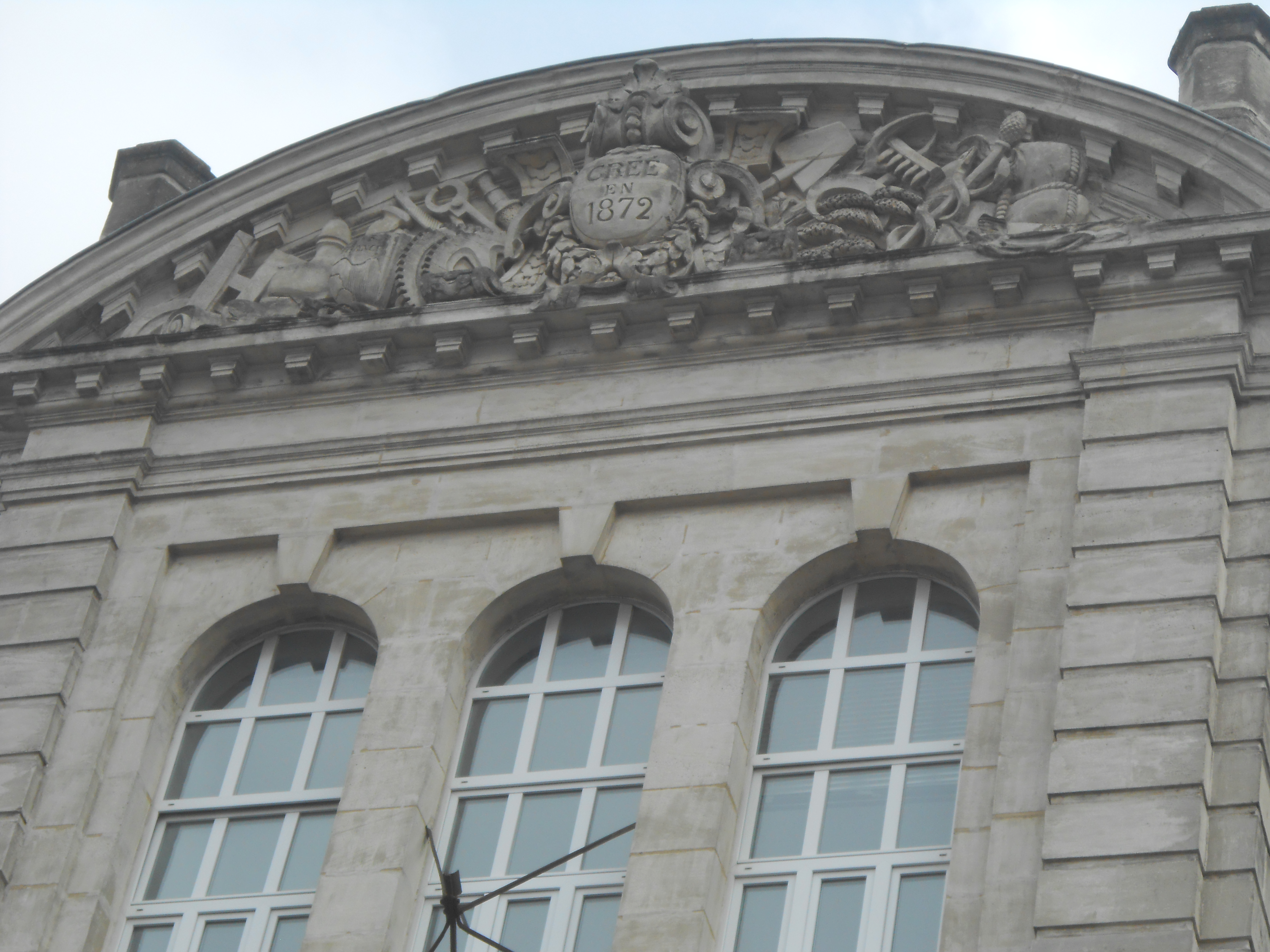
Fronton de l'Institut industriel du Nord
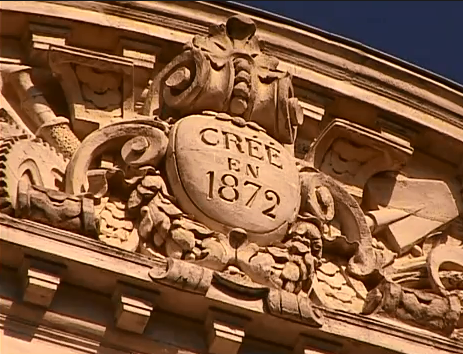
Détail du fronton au-dessus du porche - 'créé en 1872'

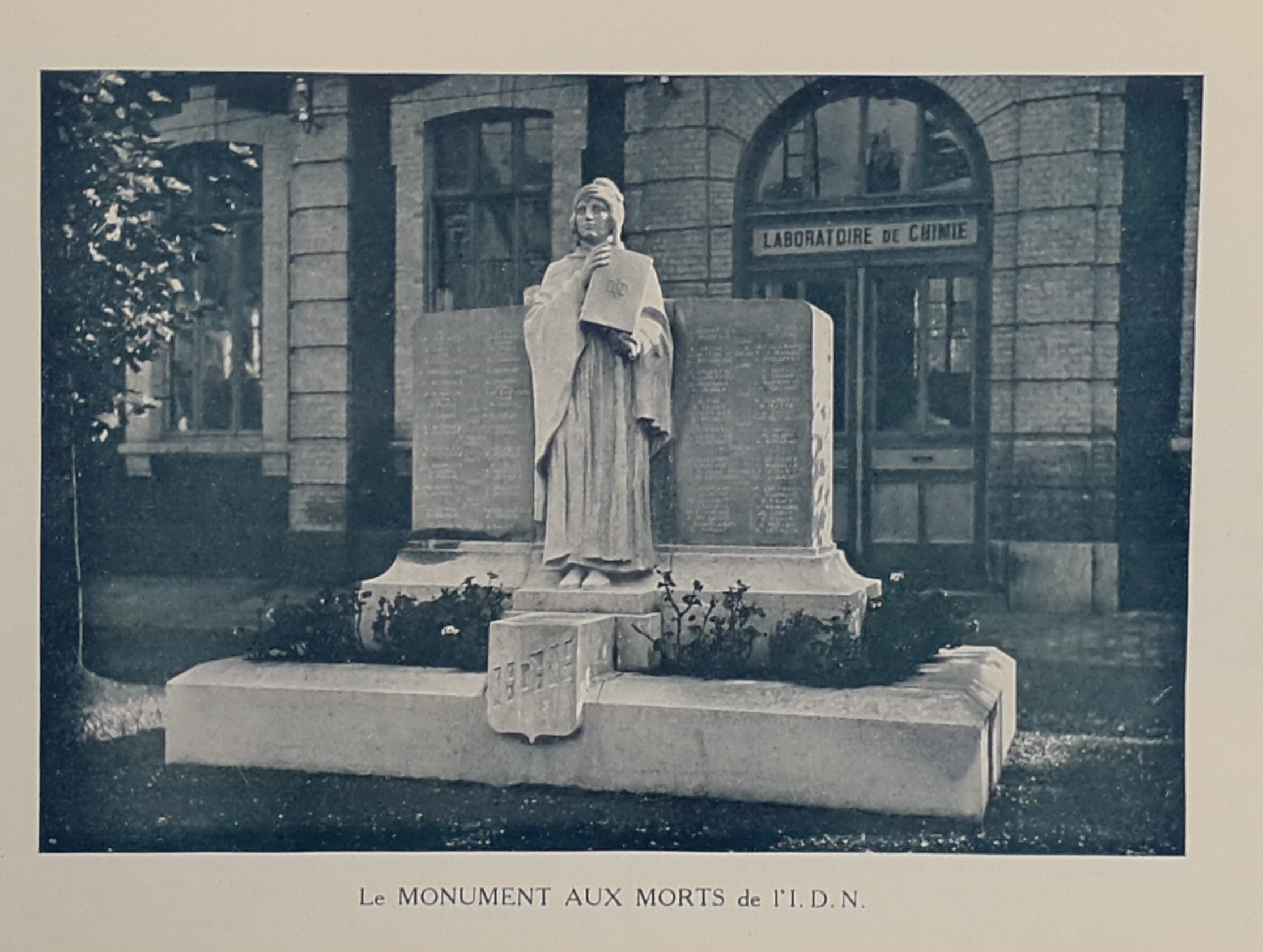
Monument aux morts de l'IDN
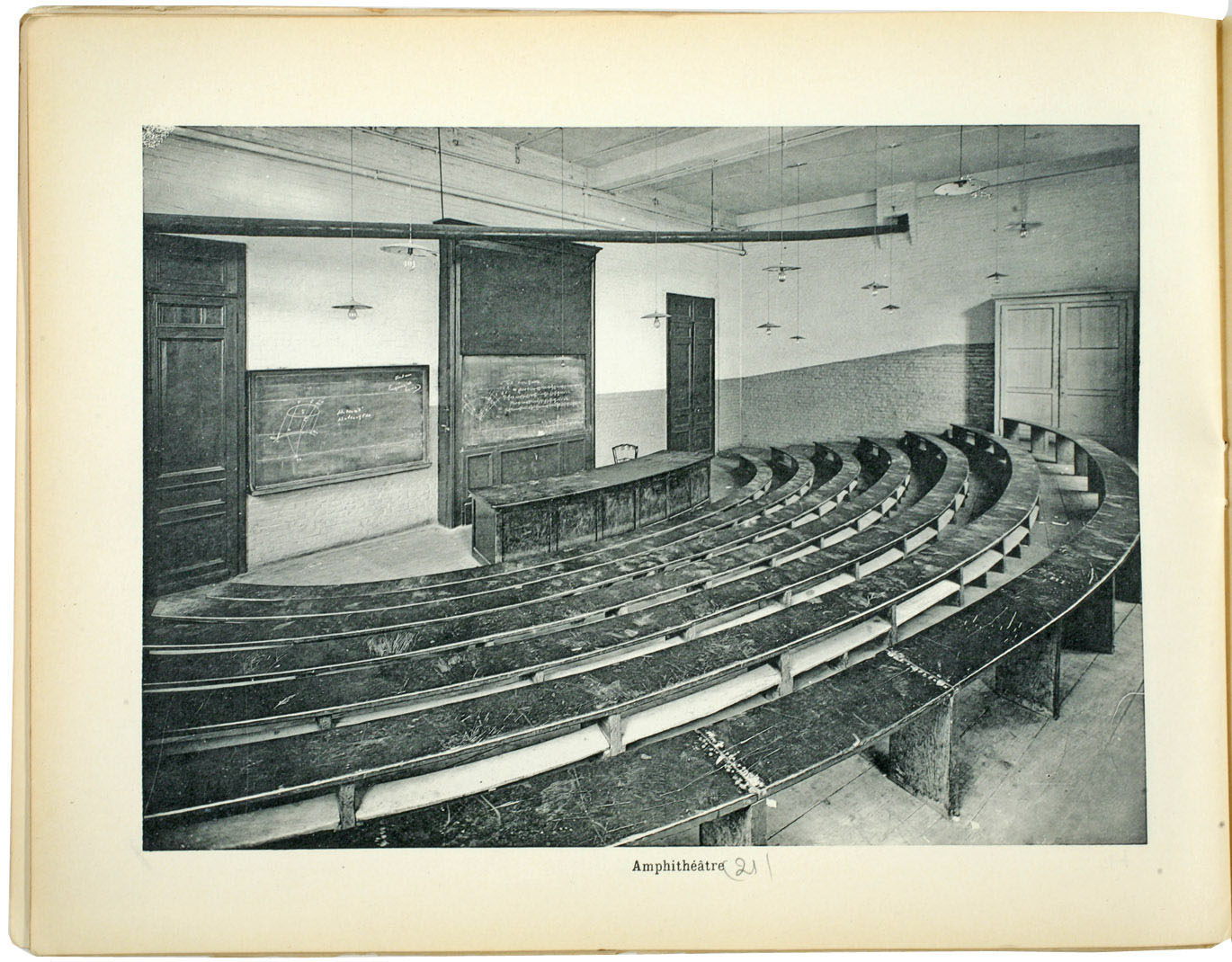
Amphithéâtre en 1935
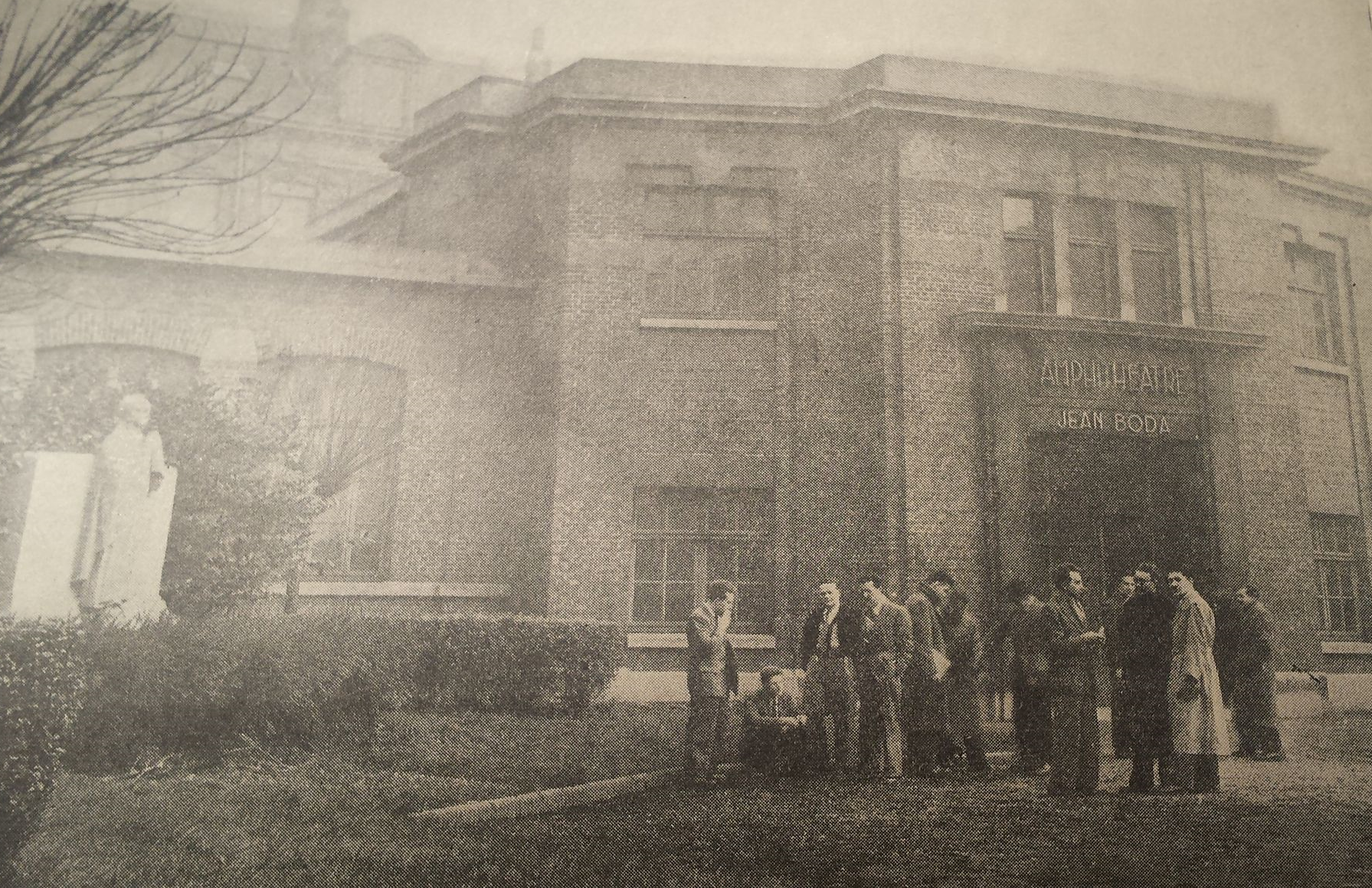
Façade de l'amphithéâtre Jean Boda en 1954

### Faculté des sciences

#### Institut de physique de Lille
En 1894, l'institut de physique s'installe entre la rue Jean-Bart, la rue Jeanne-d'Arc et la rue Gauthier-de-Châtillon, dans un bâtiment dont la construction fut initiée en 1877. Il déménage sur le campus de la Cité scientifique en 1968. Les locaux sont partiellement ré-affectés à l'École supérieure de journalisme de Lille.

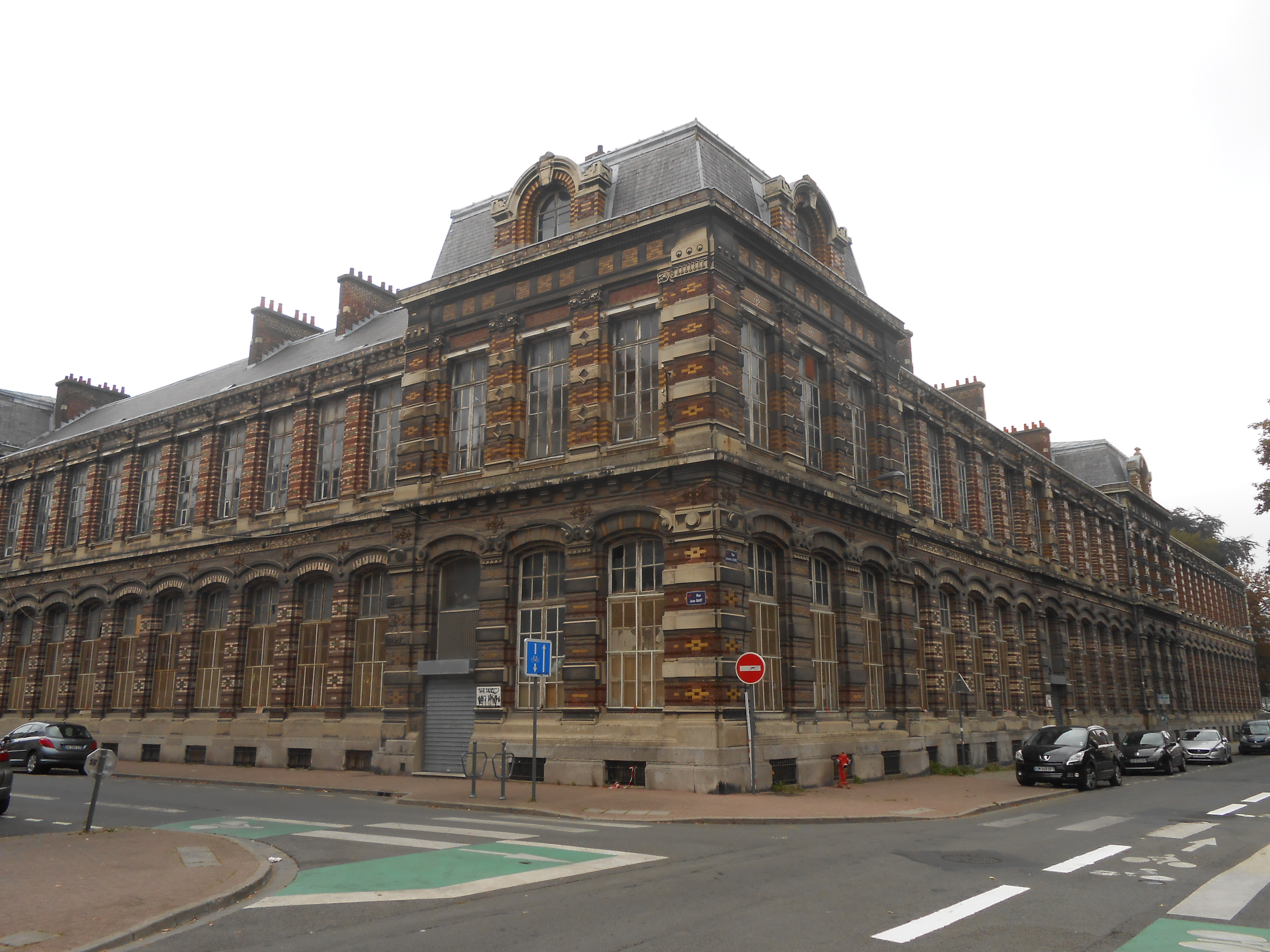
Université de Lille - Facultés à l'angle entre la rue Jean-Bart et la rue Jeanne-d'Arc
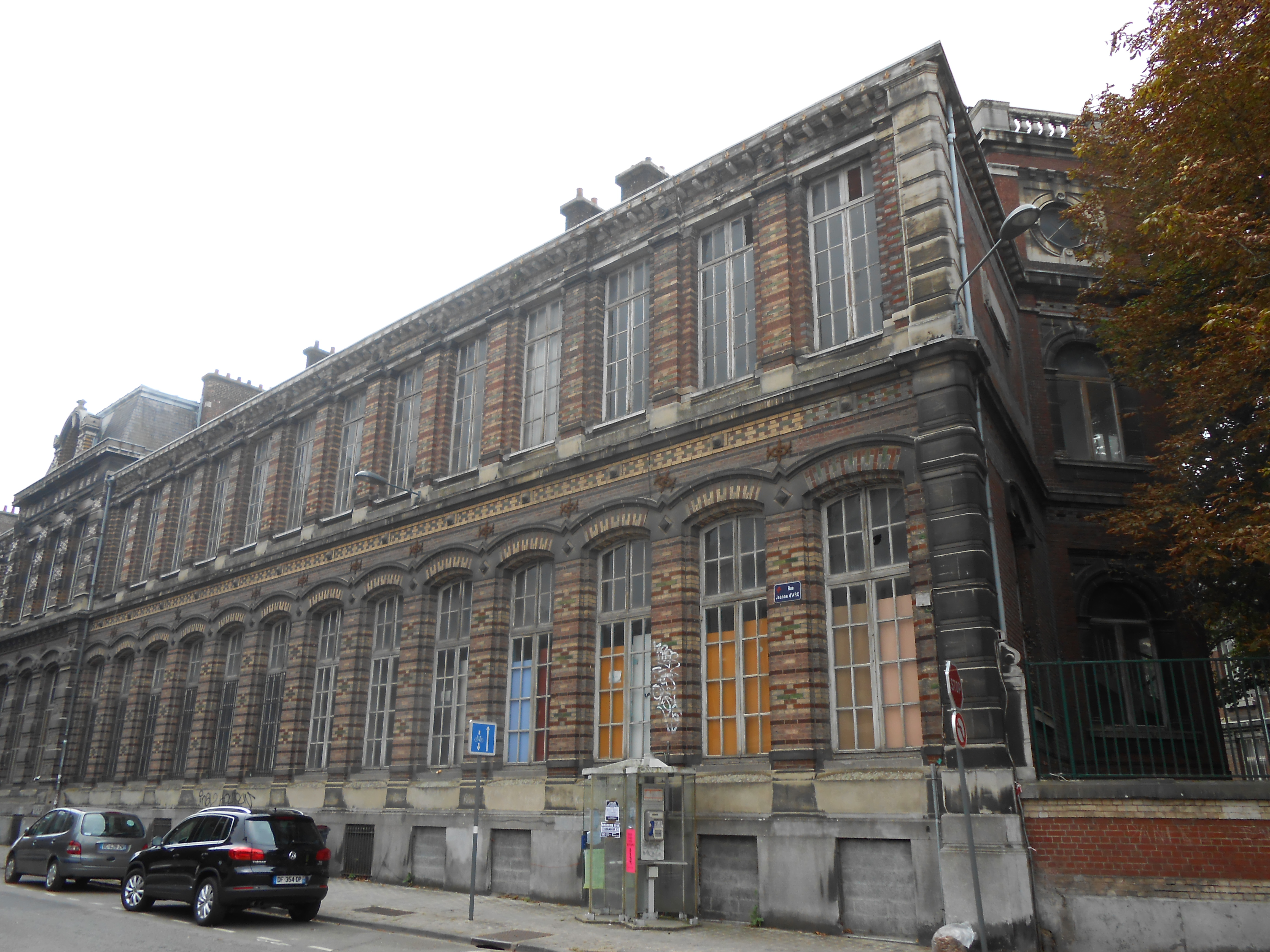
Façade des facultés, rue Jeanne d'Arc
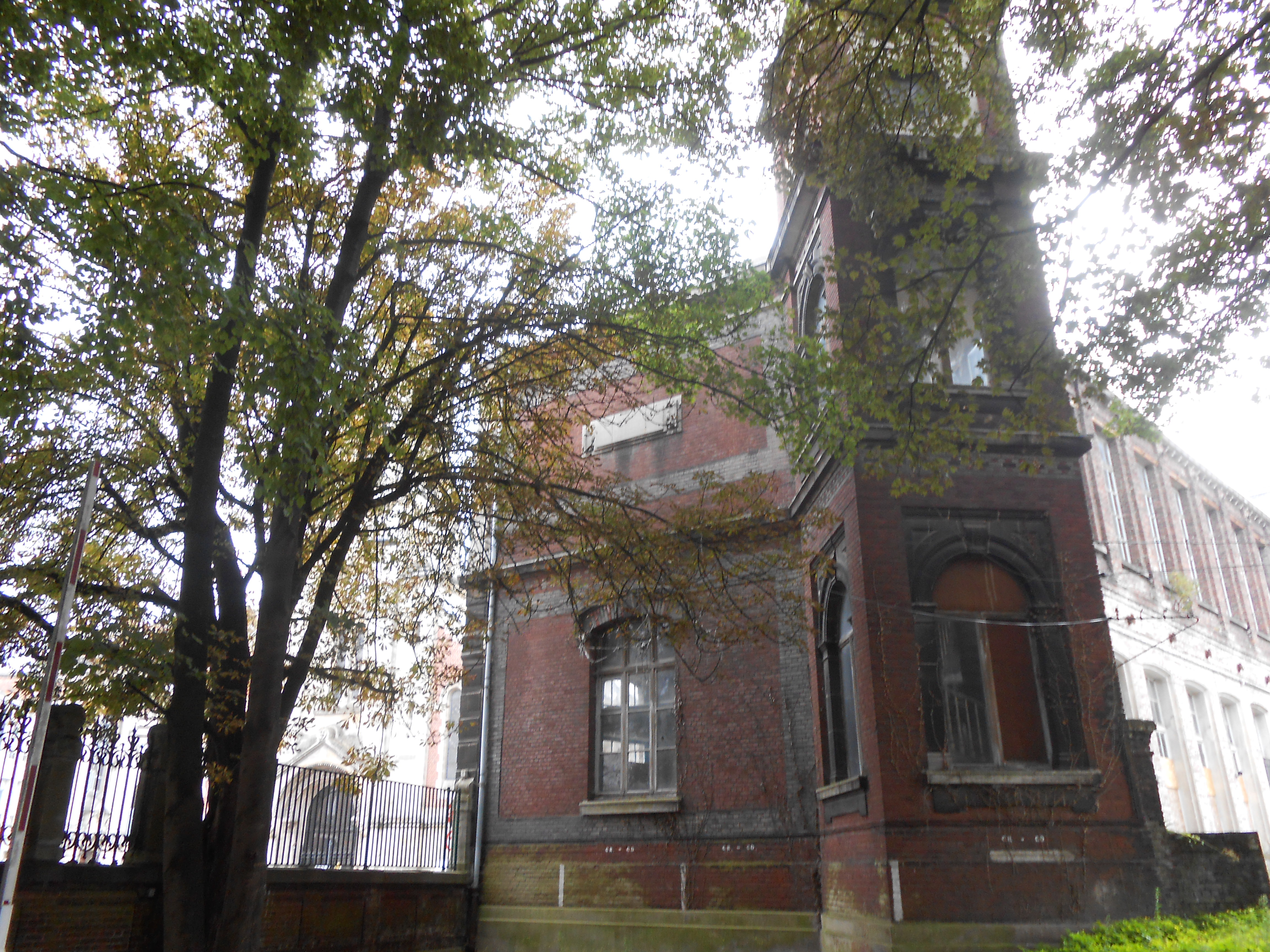
Accès aux facultés à l'angle entre la rue Jeanne-d'Arc et la rue Gauthier-de-Châtillon
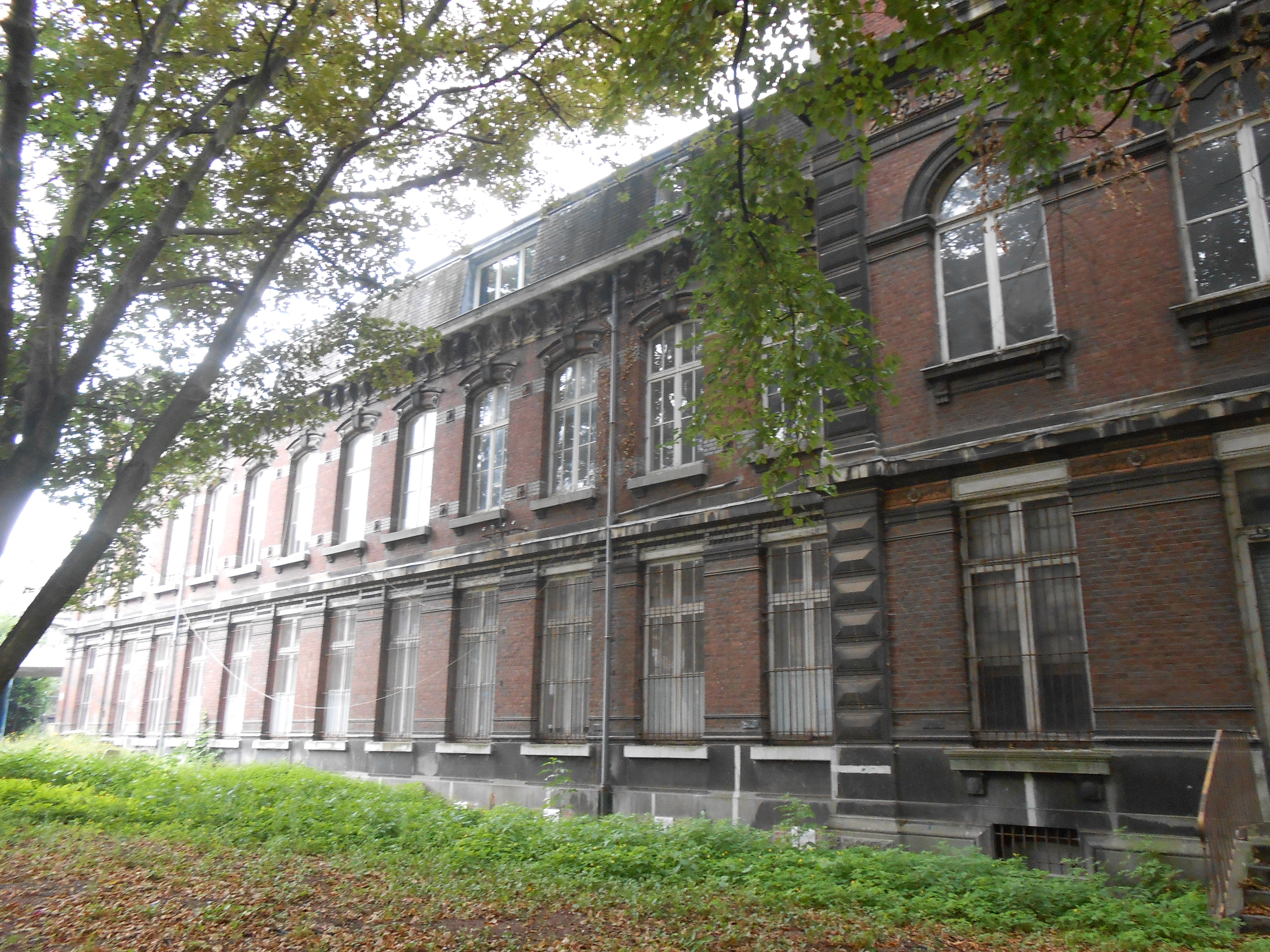
Cour intérieure des facultés - Institut de physique
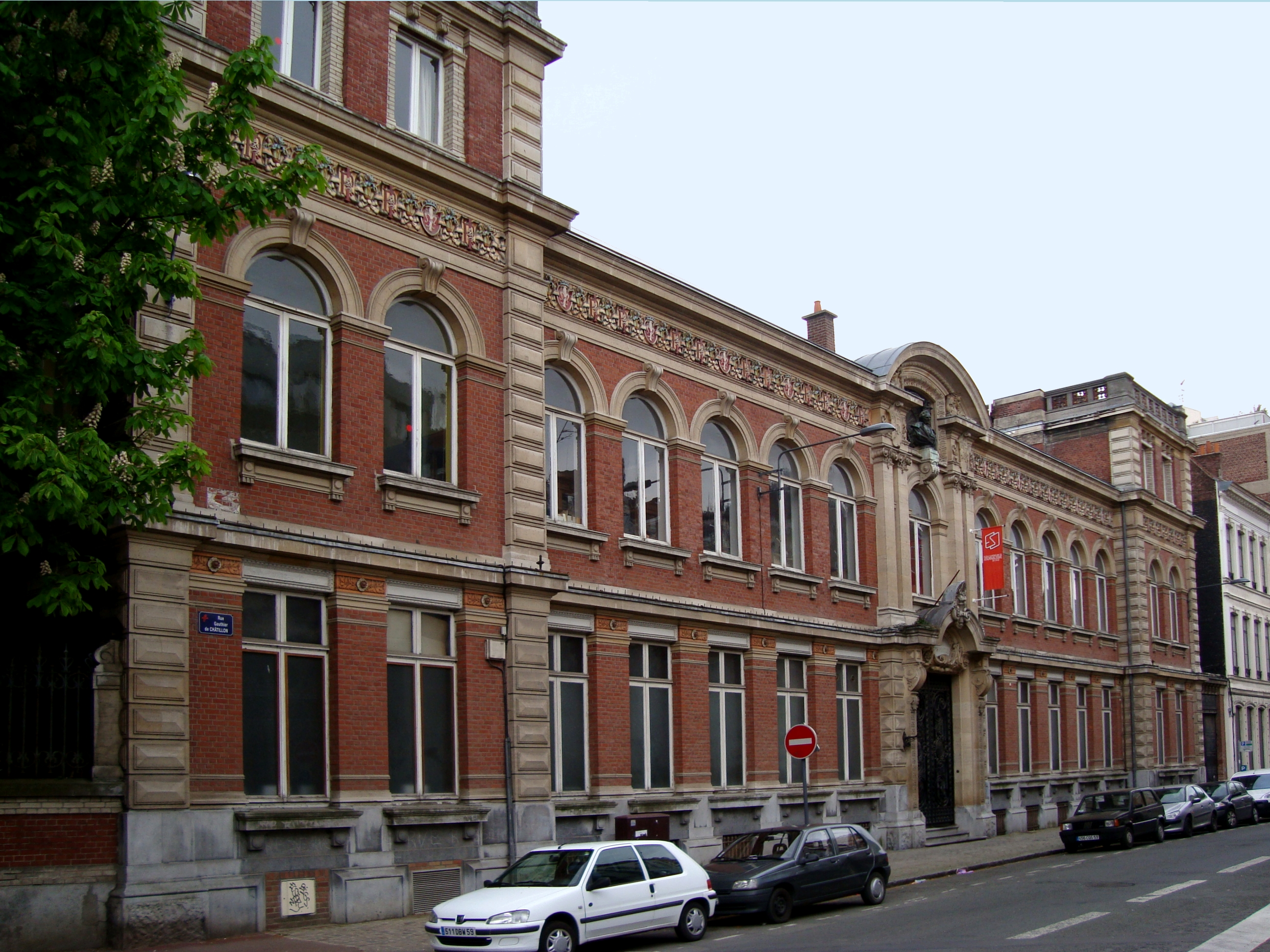
Façade de l'Institut de physique (École supérieure de journalisme de Lille)

#### Institut de chimie de Lille
L'institut de chimie de Lille est créé en 1894, à l'angle entre la rue Jeanne d'Arc et la rue Barthélémy-Delespaul. Devenu l'École nationale supérieure de chimie de Lille, il déménage sur le campus de la Cité scientifique en 1966. Il est le siège du Tribunal administratif de Lille après avoir abrité l'IRA de Lille puis la Bourse du travail.

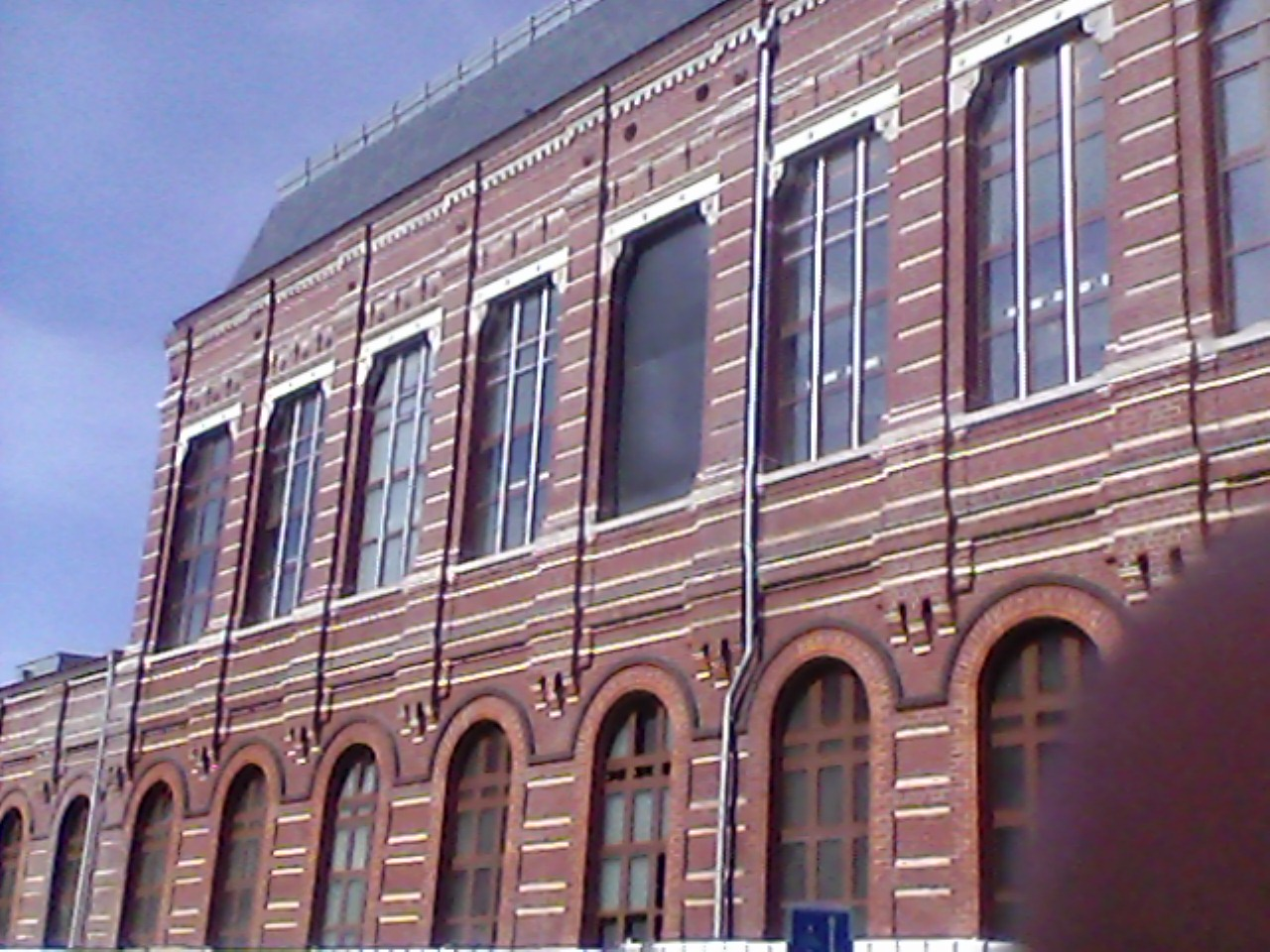
Institut de chimie de Lille, rue Jeanne-d'Arc
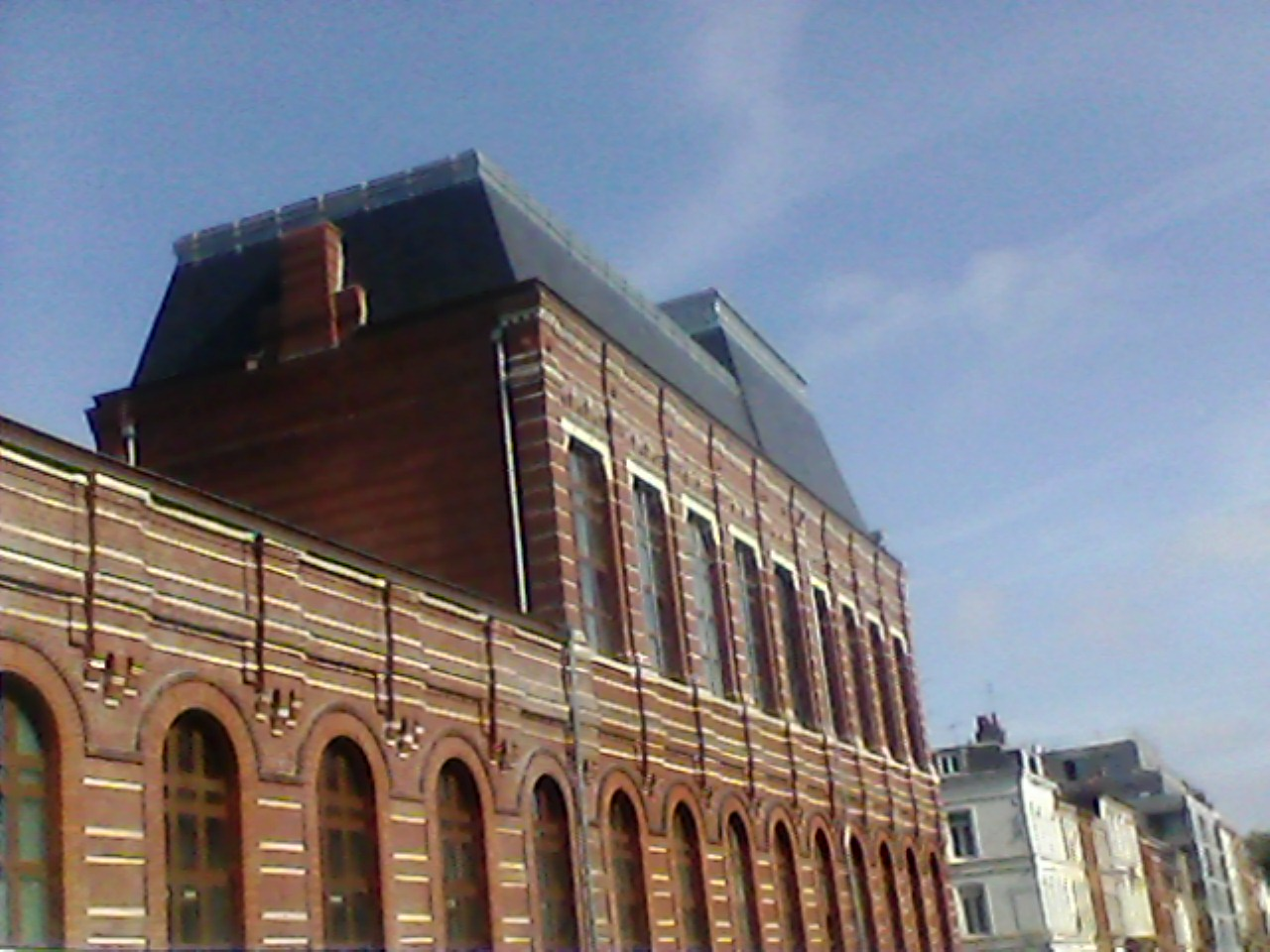
Façade rue Jeanne-d'Arc
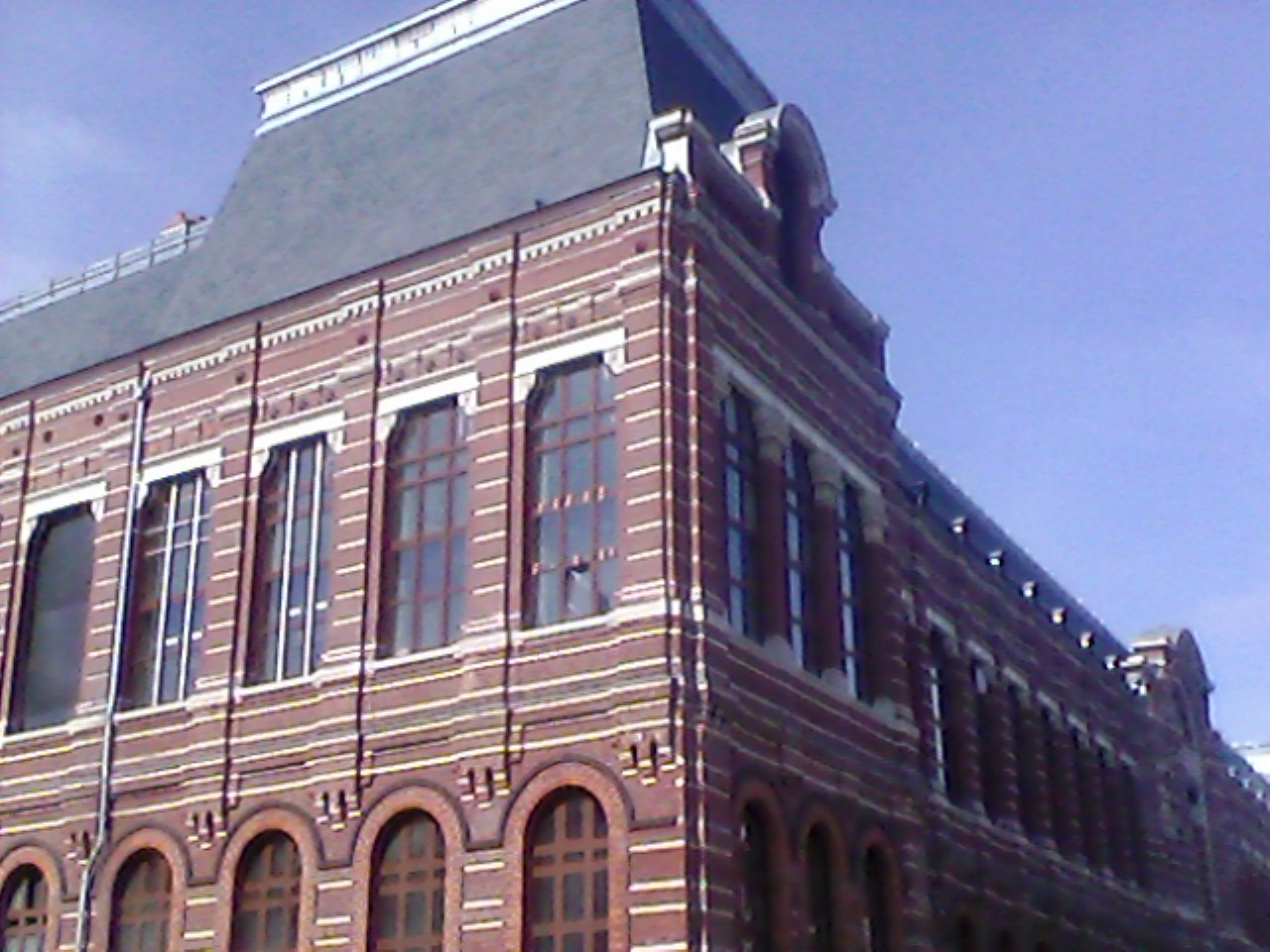
Angle avec la rue Barthélémy-Delespaul

### Temple

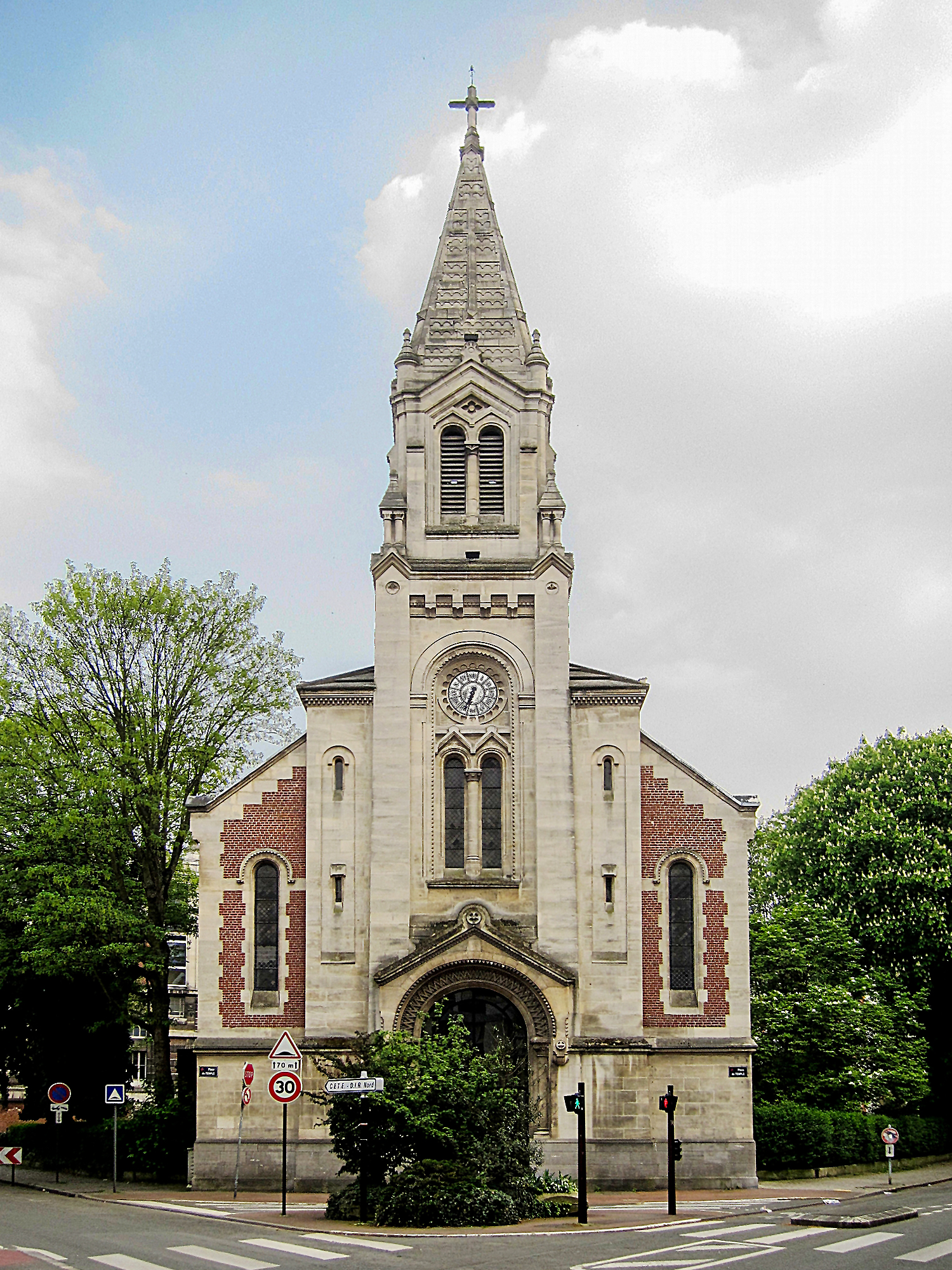
Temple protestant

Le temple de l'église réformée de France de Lille, construit en 1868 au 15 rue Jeanne-d'Arc et place du Temple, est inscrit aux monuments historiques (inscription en 2010).